# Kuktiškės
Kuktiškės (ryska: Куктишкес) är en ort i Litauen. Den ligger i den östra delen av landet, 80 km norr om huvudstaden Vilnius. Kuktiškės ligger 180 meter över havet och antalet invånare är 485.
Terrängen runt Kuktiškės är platt. Runt Kuktiškės är det ganska glesbefolkat, med 42 invånare per kvadratkilometer. Närmaste större samhälle är Utena, 11,9 km norr om Kuktiškės. I omgivningarna runt Kuktiškės växer i huvudsak blandskog.